# Erik Arnaud
Erik Arnaud (* 1974) je francouzský zpěvák a kytarista. Začínal coby kytarista skupiny Mister Butterfly. Sólově debutoval v roce 1998 s albem © 1998 Amerik, které obsahuje mimo jiné píseň „American Psycho“, jejíž text vychází ze stejnojmenné knihy od Breta Eastona Ellise. Druhou sólovou desku vydal v roce 2002 pod názvem Comment je vis. V roce 2005 hostoval na albu Music for Girls dua Minizza. Rovněž spolupracoval s Florentem Marchetem na albech Rio Baril (2007), Frère Animal (2008) a Courchevel (2010). V roce 2004 se objevil v malé roli jednoho z lékařů ve filmu Process režiséra C. S. Leigha.

## Diskografie
- © 1998 Amerik (1998)
- Comment je vis (2002)
- L'Armure (2009)[1]
- Golden Homme (2016)